# Ulla H’loch-Wiedey
Ulla H’loch-Wiedey, geboren als Ulla Wiedey (* 17. Juni 1920 in Herford; † 2002), war eine deutsche Bildhauerin. 

## Leben und Werk

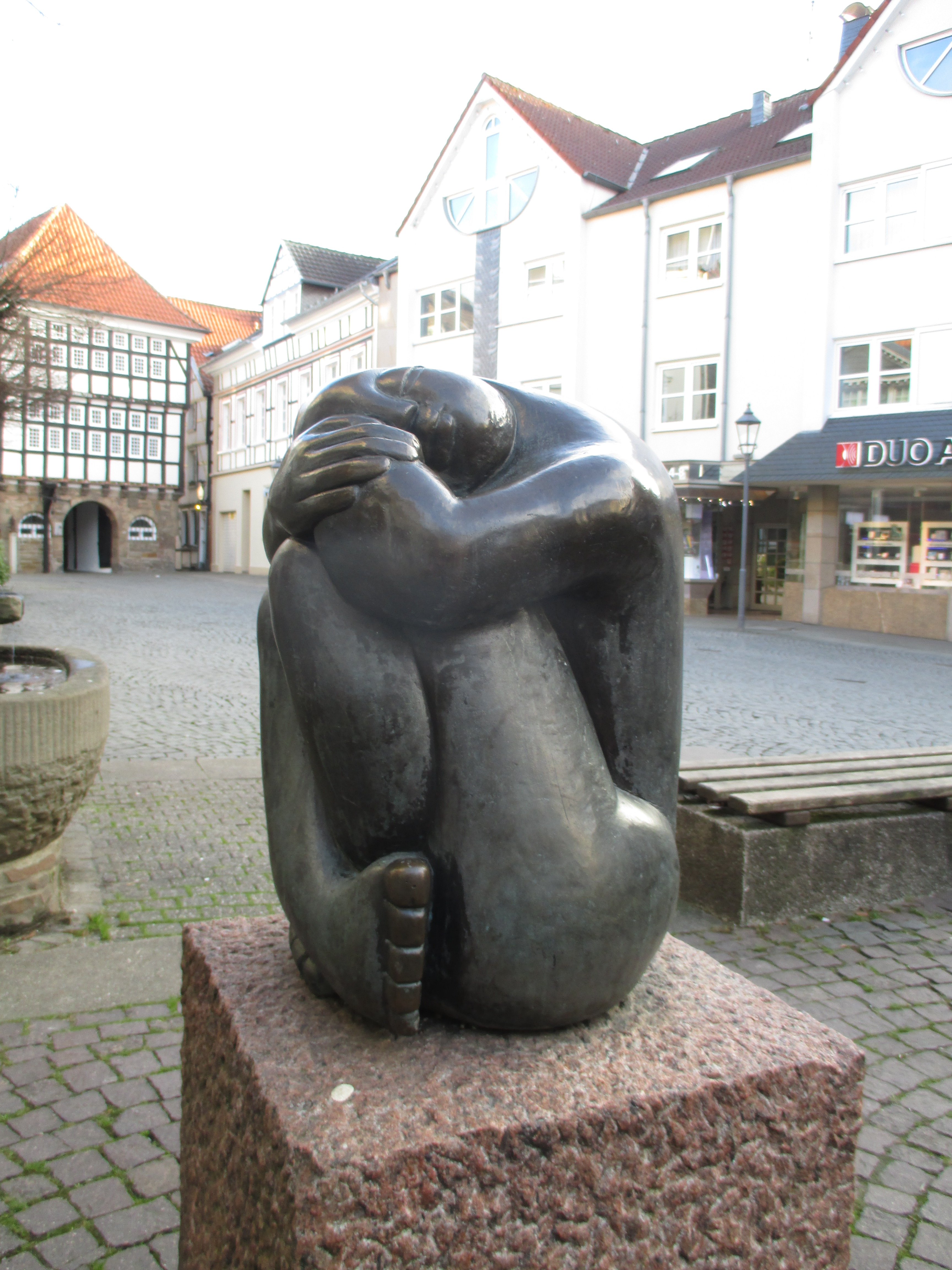
Skulptur Die Hockende (1980)

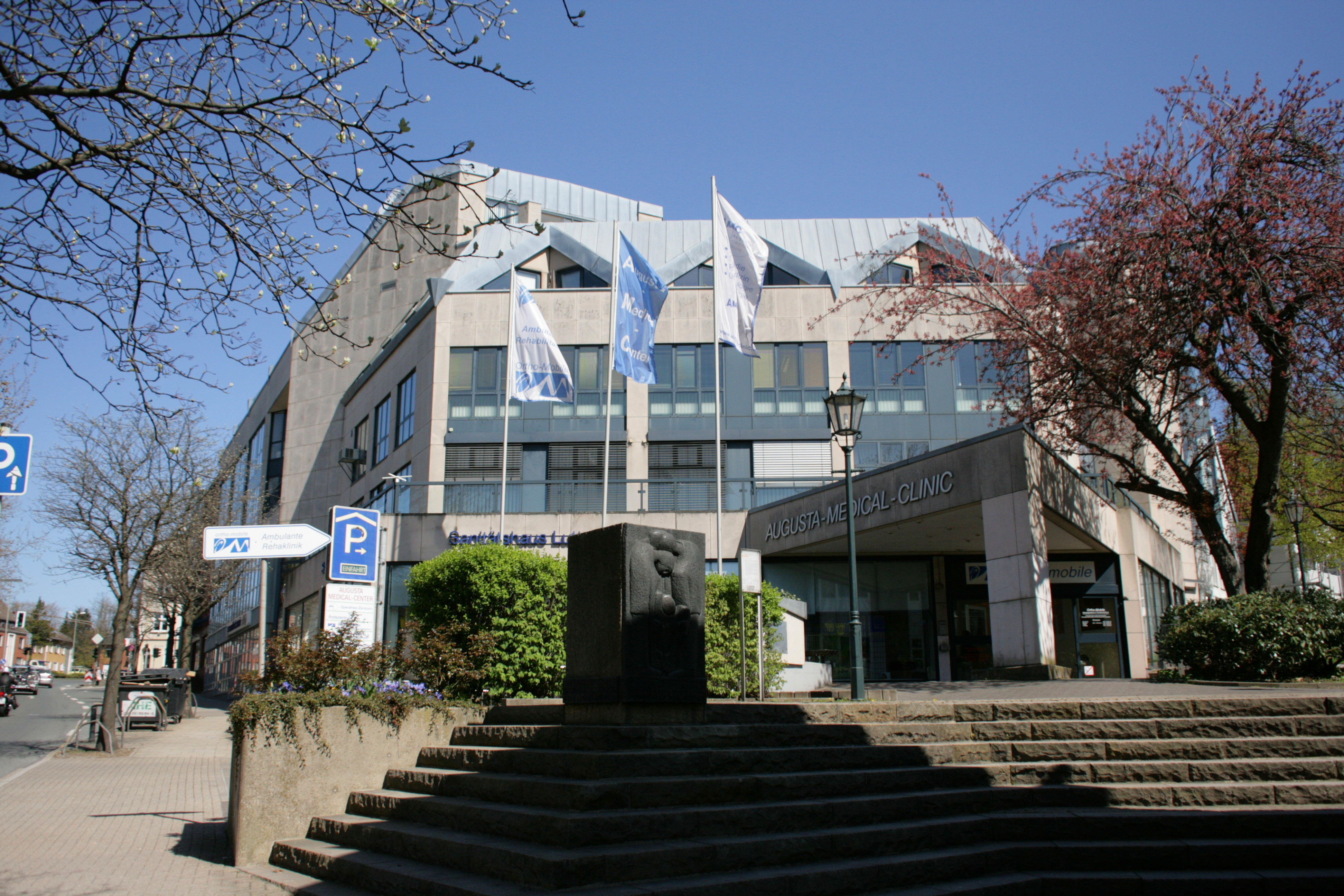
Denkstein Gegen das Vergessen am Synagogenplatz

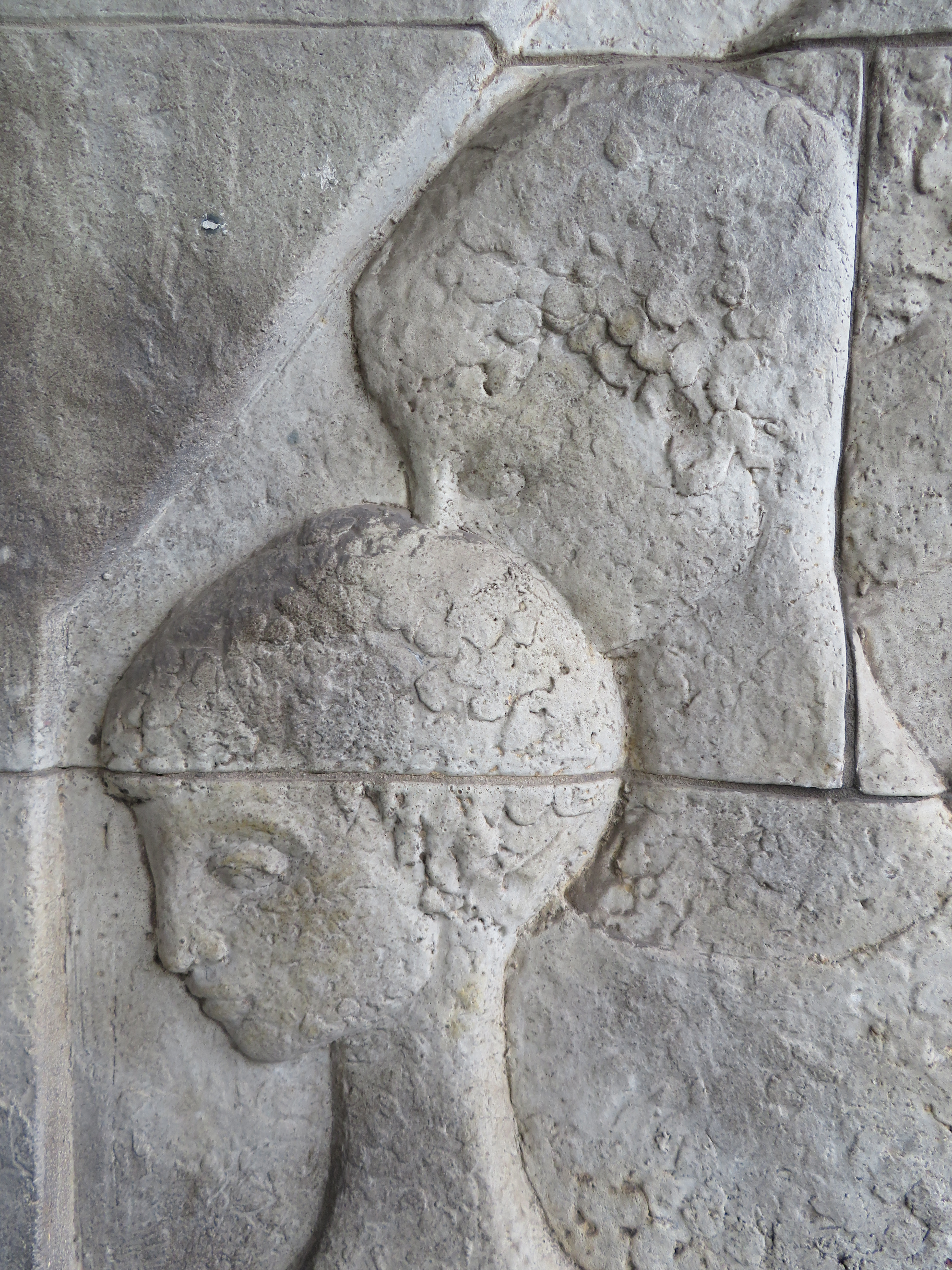
Detail des Wandreliefs an der Grundschule Niederwenigern (1963)

Ulla Wiedey wurde am 17. Juni 1920 in Herford geboren. Sie wuchs in Dortmund auf und erwarb dort ihr Abitur. Anschließend studierte sie an der Werkkunstschule Dortmund bei Walter Herricht, der ein Leben lang ihr Mentor sein sollte. Anschließend ging sie für ein Jahr nach Süddeutschland und vervollständigte ihre Ausbildung an der Staatlichen Kunstakademie Stuttgart bei den Professoren Fritz von Graevenitz und Peter Otto Heim. Mit ihrer freien künstlerischen Arbeit begann sie 1946.
Die Künstlerin heiratete den Maler Dieter H’loch und wurde Mutter zweier Söhne und einer Tochter. 1964 zog sie nach Hattingen, wo sie im Stadtteil Niederwenigern ihr Atelier betrieb. Die Themen ihrer Kunstwerke fand sie häufig im Themenbereich „Mutter und Kind“. Anfangs arbeitete sie mit Gips, Ton und Bronze, später wählte sie aus gesundheitlichen Gründen den Werkstoff Holz (Linde, Eiche, Mahagoni). Ihre Werke signierte sie mit den Buchstaben „UHW“.
Für das Denkmal auf dem Synagogenplatz in der Nähe des ehemaligen Standorts der zerstörten Synagoge Hattingen schuf H’loch-Wiedey 1987 den Denkstein Gegen das Vergessen, dessen Entwurf sie schon Anfang der 1950er-Jahre gefertigt hatte. Ihre Plastik ist an einer Seite eines hohen Steinquaders befestigt und trägt eine zweisprachige Beschriftung in hebräischer und deutscher Sprache.
Ulla H’loch-Wiedey starb 2002 im Alter von 82 Jahren. Das Stadtmuseum Hattingen würdigte sie im Jahre 2010 anlässlich ihres 90. Geburtstags mit einer retrospektiven Ausstellung, in der 40 ihrer Arbeiten – überwiegend in Bronze und Holz – gezeigt wurden. Zur Ausstellung erschien ein Katalog.

## Werke (Auswahl)
- Wandrelief an der Grundschule am Rüggenweg, Hattingen-Niederwenigern, 1963
- Maria und Kind, St. Mauritius, Niederwenigern, 1976
- Die Hockende, Untermarkt, Hattingen, 1980
- Denkstein Gegen das Vergessen, Synagogenplatz, Hattingen, 1987